# 邵井蛙
邵井蛙（1919年—2023年1月20日），男，浙江绍兴人，中华人民共和国政治人物，曾任宁夏回族自治区革命委员会副主任，中共宁夏回族自治区党委副书记，国家城市建设总局局长。